# Kandyty
Kandydty (deutsch Canditten, 1871 bis 1928 Kanditten) ist ein Dorf in der polnischen Woiwodschaft Ermland-Masuren. Es gehört zur Landgemeinde Górowo Iławeckie (Landsberg) im Powiat Bartoszycki (Bartensteiner Kreis).

## Geographische Lage
Das Dorf liegt in der historischen Region Ostpreußen, die frühere und heute auf russischem Gebiet gelegene Kreisstadt Preußisch Eylau (russisch Bagrationowsk) ist 19 Kilometer in nordöstlicher Richtung entfernt, und bis zur heutigen Kreismetropole Bartoszyce (deutsch Bartenstein) sind es 30 Kilometer in östlicher Richtung. Östlich des Orts fließt die Walsch (polnisch Wałsza). 
Erdgeschichtlich liegt die Ortschaft in einem Moränengebiet aus der Eiszeit. Die Erhebung dieses Gebietes wurde Stablack (in prussischer Sprache = „Steinfeld“) genannt. 

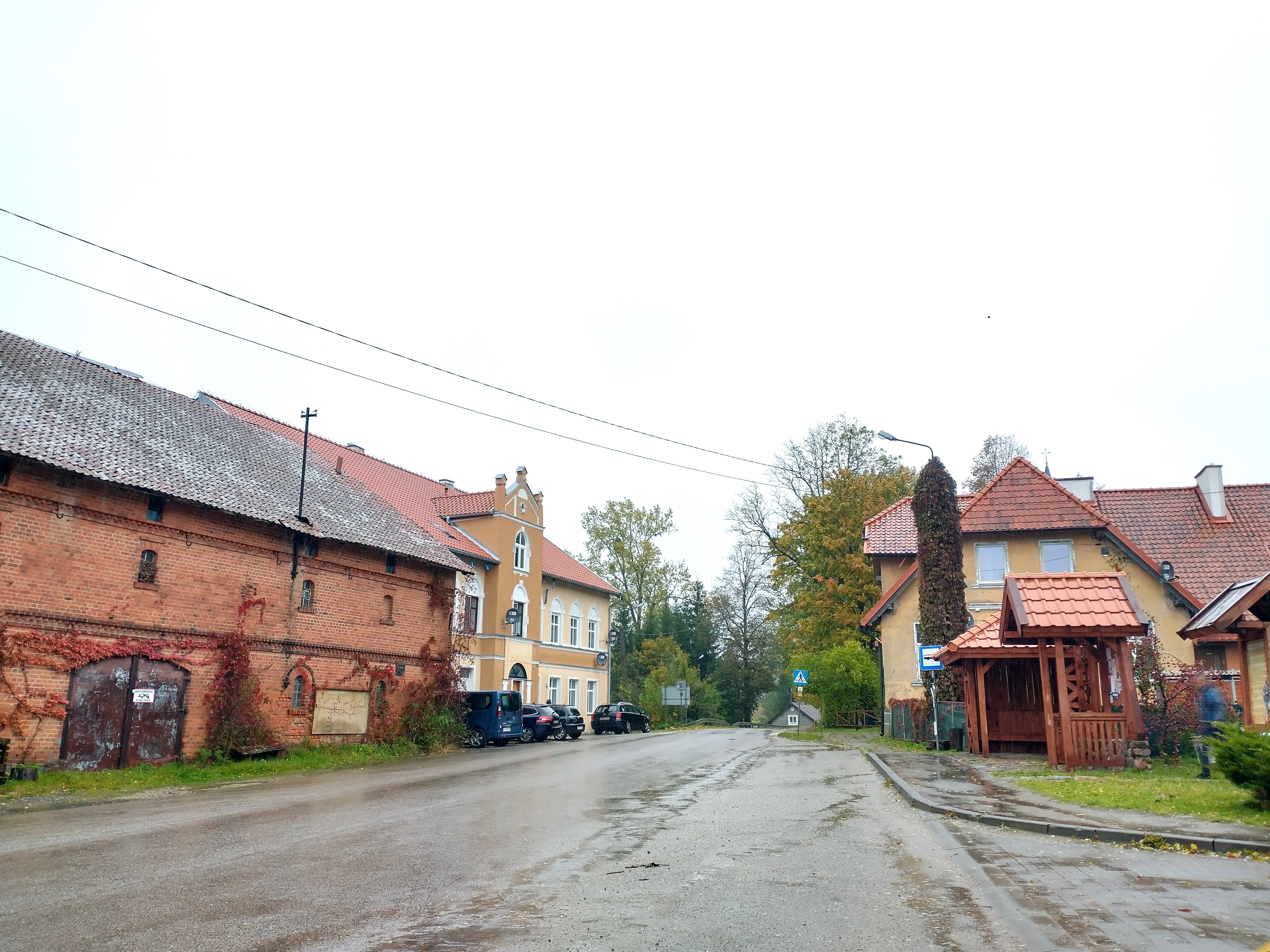
Dorfzentrum

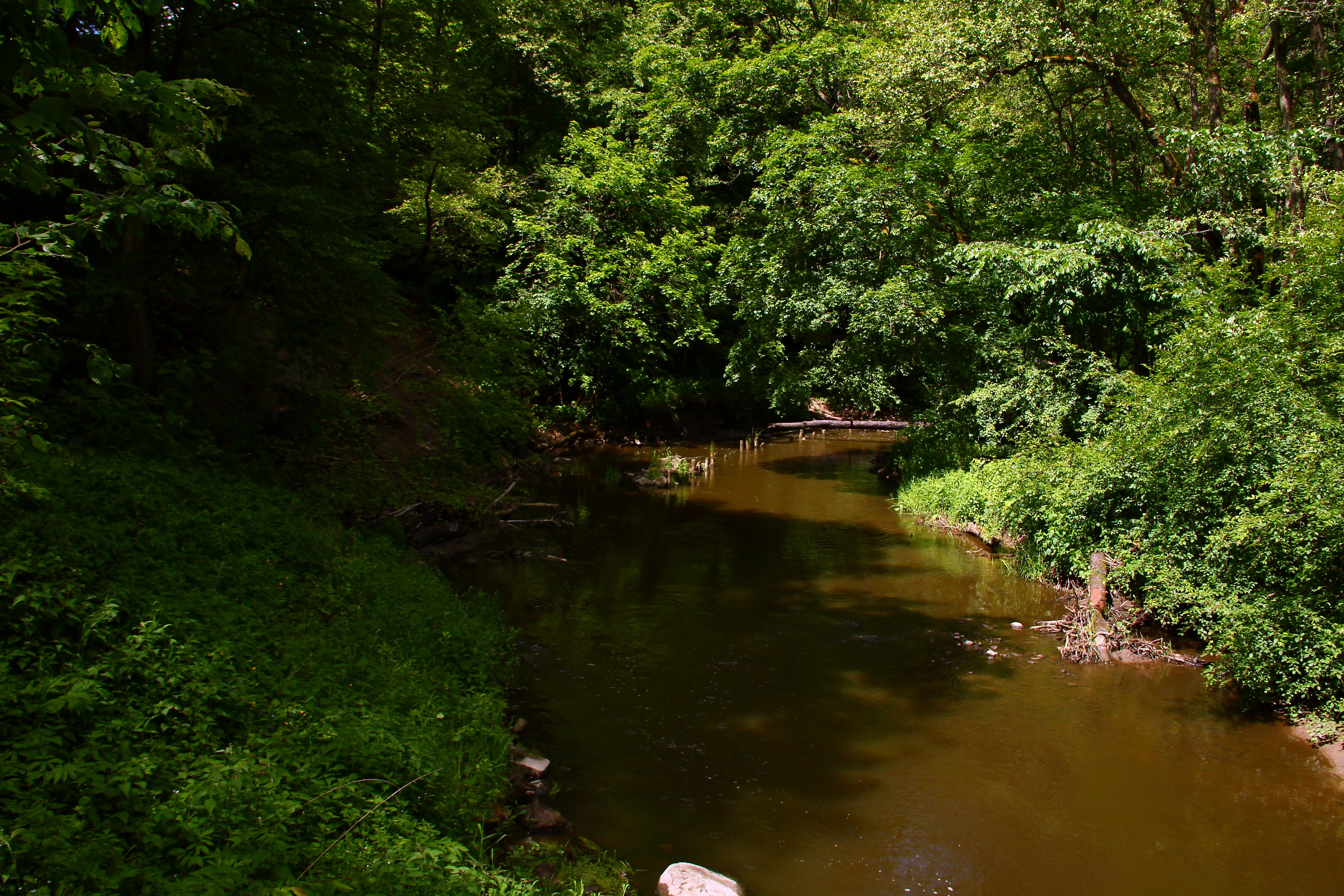
Bach Walsch (poln. Wałsza)

## Geschichte

Kanditten, südsüdöstlich von Königsberg i. Pr. und südwestlich von Preußisch Eylau, auf einer Landkarte von 1910

Viele Jahrhunderte lebten rund um das Stablackgebiet die Natanger – einer von elf Stämmen der damaligen Prußen.  Zwischen 1260 und 1272 verteidigte der natangische Heerführer Herkus Monte mit seinen Leuten das Gebiet gegen den Deutschen Ritterorden. Sein großer Aufstand endete im Walschgrund bei Canditten, wo er im Hügelland des Stablacks den Tod fand.
Von 1273 bis 1281 kämpfte ein weiterer prußischer Heerführer gegen den Orden: der Häuptling Skomand von Sudauen. Dieser jedoch wechselte zum Orden, der ihm dafür die „Skomandburg“ in Schatzberg (polnisch Skarbiec) nahe bei Canditten schenkte. In Canditten selbst soll Skomands Grab gewesen sein. An einer Steinplatte pflanzte man einen Baum, die „Skomand-Linde“, die viele Jahrhunderte überlebt hatte, bevor sie in den 1970er Jahren wegen Altersschwäche gefällt werden musste.
Wann genau das Dorf Canditten gegründet wurde, ist nicht genau zu sagen. Vermutungen setzen auf die Zeit zwischen 1330 und 1350. Ursprünglich Cathiten genannt, hieß es nach 1350 Kanditte, nach 1595 Canditten ab 1871 Kanditten und von 1928 bis 1945 wieder Canditten. Der Name könnte Katzendorf bedeuten (wegen vieler Wildkatzen in dem Gebiet) oder aber auch sich von Cathite herleiten, was „Furth“ meinen könnte.
Beim sogenannten „Poleneinfall“ 1414 erlitt das Dorf schwere Schäden, der „Ständekrieg“ von 1454 bis 1466 tat sein Übriges. Bisher ein unabhängiges Dorf wurde Canditten mit dem Nachbarort Wildenhoff (polnisch Dzikowo Iławeckie) 1469 von Heinrich Reuß von Plauen an den adligen Paul Pregel verliehen. Die nachfolgenden Familien von Waldburg und von Schwerin behandelten Canditten vom Adelssitz Wildenhoff aus bis 1820 als ein untertäniges Dorf.
Canditten wurde im sogenannten „Reiterkrieg“ 1520/21 wieder einmal geplündert und größtenteils vernichtet. Im Jahre 1719 war Canditten 1.2oo Hektar groß, hatte 20 Bauern, 1 Gastwirt, 1 Bürgermeister, 1 Pfarrer, 1 Kantor/Lehrer, 1 Schmied und 4 Instleute. 1820 bestanden in Canditten 36 Haushaltungen bei 256 Einwohnern. Die Bauern waren jetzt frei, mussten aber weiterhin für den Gutsherrn in Wildenhoff Arbeitsdienste und Steuern leisten.
Im Jahre 1874 wurde Kanditten in den neu errichteten Amtsbezirk Wildenhoff im ostpreußischen Kreis Preußisch Eylau, Regierungsbezirk Königsberg, eingegliedert. 1885 zählte das Dorf 96 Wohngebäude, 163 Haushaltungen und 789 Einwohner. Seine Fläche maß 1.084 Hektar. Im Jahre 1910 belief sich die Einwohnerzahl auf 771. Zu Kanditten gehörten die Ortsteile Schatzberg (polnisch Skarbiec) und Walschhof.
Am 30. September 1928 vergrößerte sich Canditten (jetzt wieder amtlich – aber nicht überall – mit „C“ geschrieben) um das Vorwerk Gottesgnade, das bisher zu Groß Steegen gehörte, am 16. Januar 1929 wurden auch Teile der Landgemeinde Finken nach Canditten umgegliedert.
Die Zahl der Einwohner Candittens belief sich im Jahre 1933 auf 803 und im Jahre 1939 auf 930.
Im Jahr 1945 gehörte Kanditten zum Kreis Preußisch Eylau im Regierungsbezirk Königsberg der preußischen Provinz Ostpreußen im Deutschen Reich.
Gegen Ende des Zweiten Weltkriegs zogen am Jahresanfang 1945 endlose Flüchtlingsströme durch die Gegend in Richtung Westen. Im Februar tobten heftige Kämpfe in Canditten und südlich des Dorfes. Die meisten Einwohner verließen ihre Häuser in Richtung Ostsee. Am 18. Februar 1945 waren die Kämpfe in Canditten beendet, die Rote Armee besetzte das Dorf. Canditten verlor durch den Krieg 230 Einwohner, was 20 % der Bevölkerung entsprach.
Anschließend wurde Kanditten zusammen mit der gesamten südlichen Hälfte Ostpreußens von der Sowjetunion  der Volksrepublik Polen zur Verwaltung überlassen.  Sowjetrussische Truppen sicherten im Jahre 1945 den Ort, bis sie im September/Oktober abzogen. Zur gleichen Zeit kamen die ersten polnischen Siedler nach Canditten. Der deutsche Ortsname wurde zu  „Kandyty“ polonisiert. In der Folgezeit wurden die allermeisten einheimischen Einwohner von der polnischen Administration aus dem Kreisgebiet vertrieben.
Am 28. Juni 1946 entstand in Canditten eine polnische Gemeinde mit eigener Kommunalverwaltung. Kandyty war Sitz einer Großgemeinde, in die auch die Nachbarorte eingeschlossen waren. Im Jahre 1947 trafen hier zahlreiche aus dem Südosten Polens stammenden Ukrainer ein. Die Deutschen waren in Kandyty nur noch eine verschwindende Minderheit. Ganz allmählich entwickelte sich das Dorf, das zwischen 1954 und 1972 Sitz eines Dorfrates war.
1976 gab es ein neues Kommunalgesetz, durch das die Gemeinde Kandyty nun in die Großgemeinde Growo Iławeckie (deutsch Landsberg) eingegliedert wurde. Sie gehörte zum Powiat Bartoszyce (Landkreis Bartenstein), und ab 1998 zur Woiwodschaft Ermland-Masuren.
Nach 1990 gab es die ersten Kontakte zwischen ehemaligen Candittern und den Einwohnern von Kandyty. In enger Zusammenarbeit besonders mit dem Schulleiter Joszef Kawa wurde 2001 und 2002 der ehemalige und bis dahin völlig verwahrloste Westfriedhof gesäubert und instand gesetzt. Am 8. Juni 2002 fand die Wiedereinweihung unter Teilnahme einer großen Öffentlichkeit statt.
Kandyty zählte im Jahre 2022 530 Einwohner.

## Religion

### Bis 1525
Schon in der Ordenszeit – etwa 1340 – wurde in Canditten eine Gotteshaus errichtet, eine schlichte Holzkirche, die jedoch beim Poleneinfall 1414 völlig verbrannte. 1475 wurde eine neue Kirche gebaut, deren Zwiebelkuppel auf dem Turm damals eher selten war. Auch diese Kirche erlitt schweren Schaden beim Reiterkrieg 1520/21. In der Folgezeit verfiel sie derart, dass sie 1573 abgerissen wurde.

### 1525 bis 1945 (evangelische Kirche)

#### Geschichtliches
Mit Einzug der Reformation in Ostpreußen war die Kirche evangelisch geworden. 1575 wurde eine neue Kirche gebaut. Auf Initiative des Gutsherrn auf Wildenhoff  wurde sie 1749/50 nach den Plänen des Königsberger Landbaumeisters Landmann in erheblichem Maße umgebaut. Seitdem war der Gutsherr von Wildenhoff zugleich der Kirchenpatron. Entstanden war ein chorloser verputzter Backsteinbau mit einem eingezogenen Westturm. Eine leicht gewölbte Bretterdecke überzog den mit seitlichen Emporen versehenen Innenraum. Der Kanzelaltar stammte aus der Erbauungszeit, 1814 wurde eine Orgel eingebaut.
Ihr damaliges Aussehen behielt die Canditter Kirche bis zu ihrer Zerstörung durch sowjetrussische Truppen im Februar 1945, wo nur noch Ruinenrestmauern übrig blieben. Eine Glocke dieser Kirche hat den Zweiten Weltkrieg überstanden. Für Rüstungszwecke musste sie abgegeben werden, fand sich jedoch auf einem Glockenfriedhof wieder. 1952 wurde sie an die evangelische Kirchengemeinde in Großvillars (Stadt Oberderdingen) in Baden-Württemberg übergeben, in deren Kirche sie noch heute läutet.
Gehörte die Kirche Canditten ehedem zur Inspektion Bartenstein, so war sie bis 1945 in den Superintendenturbezirk Landsberg im Kirchenkreis Preußisch Eylau in der Kirchenprovinz Ostpreußen der Kirche der Altpreußischen Union. Das Kirchenpatronat oblag der Gutsherrschaft in Wildenhoff. Im Jahr 1925 gehörten zum Kirchspiel  2198 Gemeindeglieder, die in weitflächig verteilten Dörfern, Orten oder Wohnplätzen lebten. Flucht und Vertreibung setzten dem Leben der evangelischen Gemeinde in Kanditten ein Ende.

#### Kirchspielorte
Zum Kirchspiel Kanditten gehörten bis 1945:
| Deutscher Name | Polnischer Name |  | Deutscher Name             | Polnischer Name                          |
| -------------- | --------------- |  | -------------------------- | ---------------------------------------- |
| Amalienhof     | Malinowo        |  | Mühle Liebnicken           | Lipniki Młyn                             |
| Augam          | Augamy          |  | Quehnen                    | Kiwajny                                  |
| Canditten      | Kandyty         |  | Rimlack                    | Rymławki                                 |
| Gallingen      | Galiny          |  | Sangnitten                 | Sągnity                                  |
| Garbnicken     | Garbniki        |  | Schatzberg                 | Skarbiec                                 |
| Gottesgnade    | Gniewkowo       |  | Walschhof                  | NN.                                      |
| Groß Steegen   | Stega Wielka    |  | Wildenhoff mit: Steinbruch | Dzikowo Iławeckie mit: Biała Leśniczówka |
| Kreuzspahn     | Sędziwojewo     |  | Wormen                     | Wormie                                   |
| Liebnicken     | Lipniki         |  | Worschienen                | Worszyny                                 |

#### Pfarrer
Zwischen 1525 und 1945 amtierten an der Kirche Canditten als evangelische Geistliche:
- NN., bis 1634
- Henning Straubensee, 1634
- Daniel Röber, 1657–1686
- Johann Georg Röber, 1686–1729
- Martin Lindenau, 1729–1731
- Johann Jacob Schultz, 1731–1750
- Georg Chr. Herold, 1751–1769
- Johann Ernst Stürtz, 1769–1779
- Friedrich Wilhelm Georgesohn, 1780–1782
- Gottlieb Daniel Böhmer, 1782–1785
- Johann Friedrich Wilhelm Castell, 1785–1792
- Johann Gottfried Mertens, 1792–1816
- Johann Christ. Friedrich Schmidt, 1817–1825
- Theodor Gottlieb Wolterstorff, 1825–1837
- Karl Ludwig Hesse, 1839–1848
- Otto Heinrich Reitz, 1848–1868
- Carl Georg L.F. Baxmann, 1869–1876
- Alwin Friedrich Theodor Mulert, 1876–1901
- Karl Wilhelm Heinrich Müller, 1902–1912
- Martin Rousselle, 1912–1935
- Wilhelm Arnold Freyer, 1936–1945

### Ab 1945 (römisch-katholische Kirche)

#### Geschichtliches

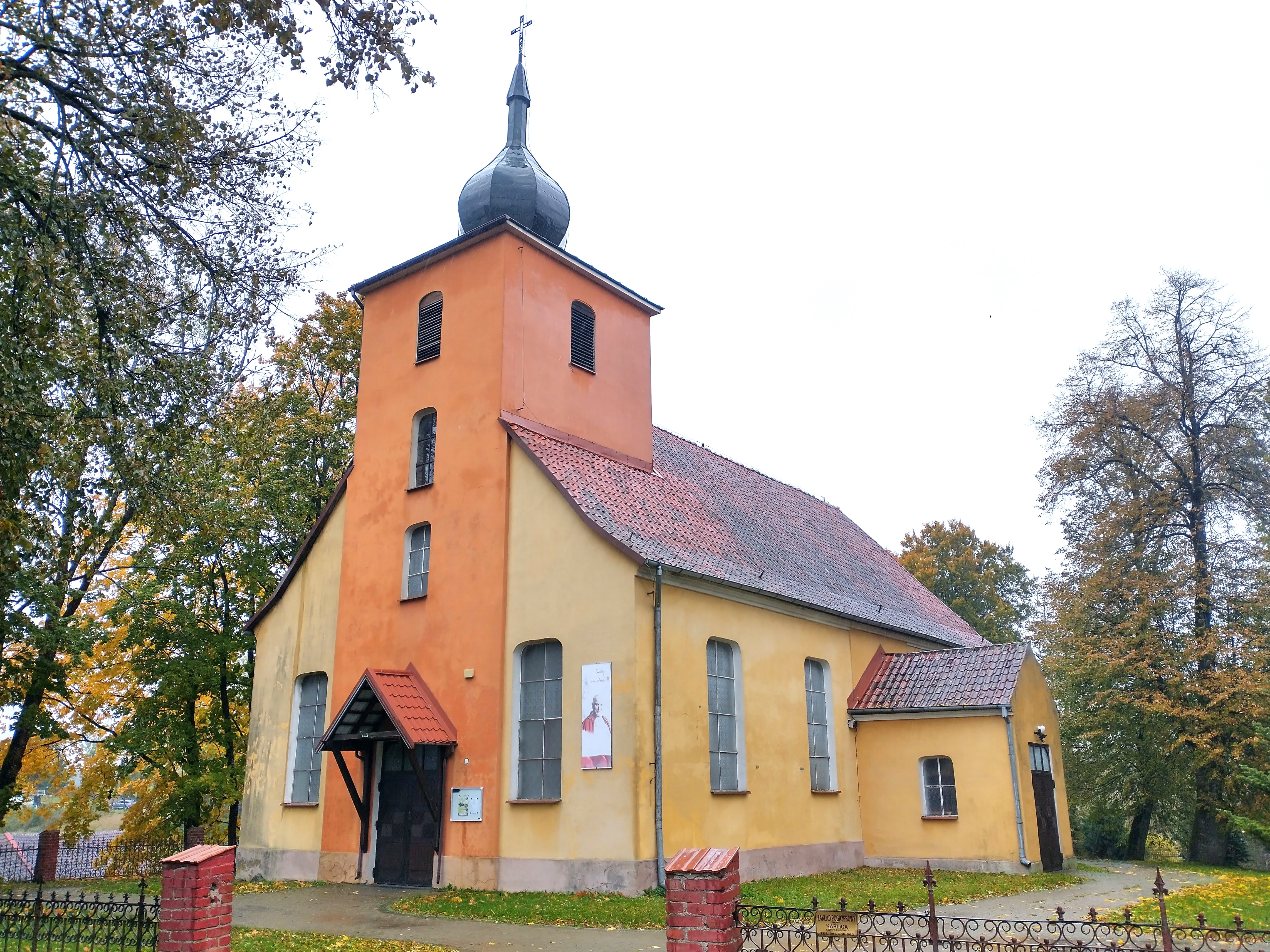
Die Mariä-Geburt-Kirche von 1982 in Kandyty

Für die Gemeindeglieder aus Canditten und Umgebung war die Kirche in Landsberg das gottesdienstliche Zentrum. Nach 1945 wurde das nun Kandyty genannte Dorf von fast ausnahmslos römisch-katholischen Menschen aus Südostpolen neu besiedelt. Die Kirche in Górowo Iławeckie (Landsberg) war sehr abgelegen. Sie benutzten daher in den 1950er Jahren das ehemalige und umgebaute Pfarrhaus als Kapelle. 1962 errichtete das Bistum in Kandyty eine Pfarrei, die aber erst 1982 kanonisch anerkannt wurde. Zwischen 1979 und 1982 wurde in Eigenarbeit eine neue auf den Ruinenresten der vorherigen Kirche eine neue und der alten stark nachempfundene Kirche gebaut. Die Weihe der Mariä-Geburt-Kirche fand am 8. September 1982 statt.
Die Pfarrei Kandyty gehört jetzt zum Dekanat Górowo Iławeckie im Erzbistum Ermland. Zugehörig ist die Filialkirche in Bukowiec (Buchholz). Im Jahr 2012 beging die Gemeinde ein doppeltes Jubiläum und feierte das 50-jährige Bestehen der Pfarrei und das 30-jährige Bestehen ihrer Kirche.

#### Pfarrer
In der Zeit nach 1945 amtierten in Kandyty:
- Jan Bulat, (1954) 1962, 1971
- Marek Pason, 1971–1978
- Władysław Urbanowicz, 1978–1985
- Maciej Maciejewiski, 1985–1993
- Jarosław Wiszowaty, 1993–2007
- Piotr Krzywulski, 2007–2009
- Jerzy Olechnowicz, 2009–2022
- Robert Nurczyk, seit 2022

## Verkehr

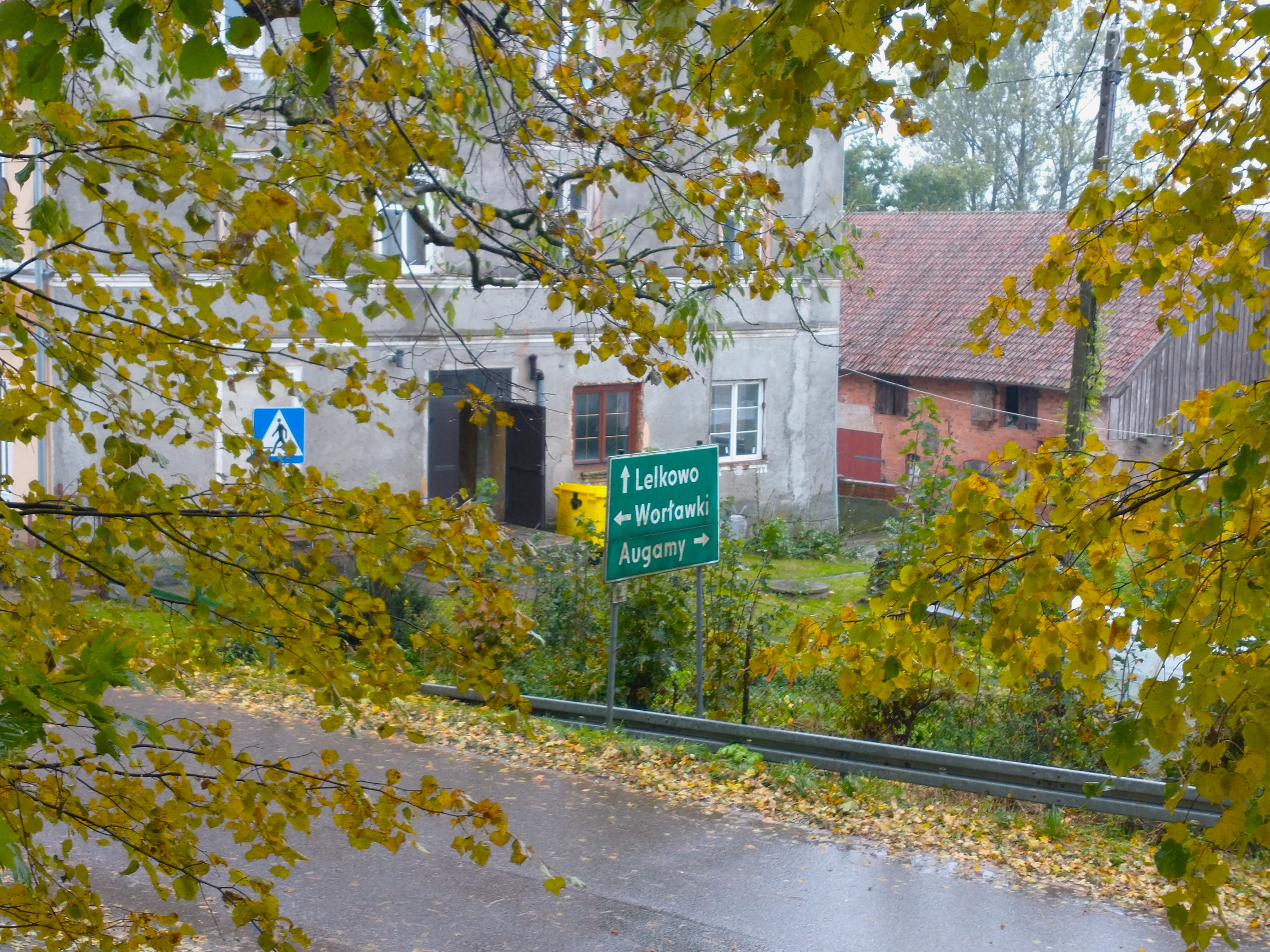
Wegweiser an der Hauptstraße von Kandyty

### Straße
Kandyty liegt an einer Nebenstraße, die die Stadt Górowo Iławeckie (Landsberg) mit Lelkowo (Lichtenfeld) verbindet und weiter bis nach Żelazna Góra (Eisenberg) führt. In Kandyty wird diese Straße durch eine andere Nebenstraße gekreuzt, die Worławki (Worlack) mit Augamy (Augam) verbindet und zur polnisch-russischen Staatsgrenze verläuft.

### Schienen
Nordöstlich von Kandyty verlief von 1898 bis 1944 und von 1953 bis 1991 eine Bahnlinie. Die nächsten Bahnhöfe waren Dzikowo Iławeckie (Wildenhoff) bzw. Sągnity (Sangnitten). Sie lagen an der Bahnstrecke Königsberg–Zinten–Landsberg–Heilsberg–Rothfließ, die zwischen 1953 und 1991 nur noch zwischen Sągnity und Czerwonka (Rothfließ) befahren wurde.

## Persönlichkeiten
- Oskar Mulert (* 29. Dezember 1881 in Kanditten), deutscher Kommunalpolitiker († 1951)